# Rajdowe Samochodowe Mistrzostwa Polski 1982
Ten artykuł dotyczy sezonu 1982 Rajdowych Samochodowych Mistrzostw Polski.

## Kalendarz[1]
| Runda | Data              | Nazwa rajdu                | Baza rajdu | Nawierzchnia  | Zwycięzca        | Raport |
| 1     | 4–5 czerwca       | 7. Rajd Krokusy            | Myślenice  | asfalt/szuter | Andrzej Koper    | Wyniki |
| 2     | 2–3 lipca         | 1. Rajd Pokoju i Przyjaźni | Wrocław    | asfalt/szuter | Andrzej Koper    | Wyniki |
| 3     | 8–10 października | 30. Rajd Wisły             | Wisła      | asfalt        | Marian Bublewicz | Wyniki |

## Klasyfikacja generalna kierowców[1]
Punkty w klasyfikacji generalnej przyznawano za 15 pierwszych miejsc według systemu: 25-21-18-15-12-10-9-8-7-6-5-4-3-2-1.
| Poz. | Kierowca             | KRO | PiP | WIS | Suma pkt |
| ---- | -------------------- | --- | --- | --- | -------- |
| 1    | Andrzej Koper        | 1   | 1   | 2   | 71       |
| 2    | Marian Bublewicz     | 2   | 2   | 1   | 67       |
| 3    | Janusz Szerla        | 11  | 11  | 7   | 19       |
| 4    | Ryszard Granica      | NU  | 4   | 13  | 18       |
| 5    | Stanisław Skrzynecki | 16  | 5   | 10  | 18       |
| 6    | Andrzej Witkowicz    | 6   | 9   | NU  | 17       |
| 7    | Mariusz Kostrzak     | 13  | 8   | 11  | 16       |

| Kolor     | Opis                   |
| --------- | ---------------------- |
| Złoty     | Zwycięzca              |
| Srebrny   | 2. miejsce             |
| Brązowy   | 3. miejsce             |
| Zielony   | Punktowane miejsce     |
| Niebieski | Ukończył nie punktował |
| Fioletowy | Nie ukończył NU        |
| Czarny    | Wykluczony X           |
| Biały     | Nie wystartował NW     |
| Puste     | Nie brał udziału       |

| Poz. | Kierowca             | KRO | PiP | WIS | Suma pkt |
| ---- | -------------------- | --- | --- | --- | -------- |
| 1    | Andrzej Koper        | 1   | 1   | 2   | 71       |
| 2    | Marian Bublewicz     | 2   | 2   | 1   | 67       |
| 3    | Janusz Szerla        | 11  | 11  | 7   | 19       |
| 4    | Ryszard Granica      | NU  | 4   | 13  | 18       |
| 5    | Stanisław Skrzynecki | 16  | 5   | 10  | 18       |
| 6    | Andrzej Witkowicz    | 6   | 9   | NU  | 17       |
| 7    | Mariusz Kostrzak     | 13  | 8   | 11  | 16       |

| Kolor     | Opis                   |
| --------- | ---------------------- |
| Złoty     | Zwycięzca              |
| Srebrny   | 2. miejsce             |
| Brązowy   | 3. miejsce             |
| Zielony   | Punktowane miejsce     |
| Niebieski | Ukończył nie punktował |
| Fioletowy | Nie ukończył NU        |
| Czarny    | Wykluczony X           |
| Biały     | Nie wystartował NW     |
| Puste     | Nie brał udziału       |

Podział samochodów startujących w RSMP na grupy według regulaminów FIA:
- Grupa I - Seryjne samochody turystyczne. Produkowane w ilości co najmniej 5000 egzemplarzy w ciągu 12 miesięcy. Prawie całkowity zakaz przeróbek mających na celu poprawienie osiągów samochodu. Jeśli pojemność silnika przekraczała 1000 cm3, samochód tej grupy musiał mieć co najmniej 4 miejsca.
- Grupa II - Specjalne samochody turystyczne. Wyprodukowane musiały być w ilości co najmniej 2500 egzemplarzy w ciągu 12 miesięcy. Dozwolony duży zakres przeróbek poprawiających osiągi pojazdu. Ciężar minimalny pojazdu został ograniczony dla poszczególnych klas.

Grupy podzielone były na klasy w zależności od pojemności skokowej silnika:
- klasa 1 - do 500 cm3
- klasa 2 - do 600 cm3
- klasa 3 - do 700 cm3
- klasa 4 - do 850 cm3
- klasa 5 - do 1000 cm3
- klasa 6 - do 1150 cm3
- klasa 7 - do 1300 cm3
- klasa 8 - do 1600 cm3
- klasa 9 - do 2000 cm3
- klasa 10 - do 2500 cm3
- klasa 11 - do 3000 cm3
- klasa 12 - do 4000 cm3
- klasa 13 - do 5000 cm3
- klasa 14 - do 6000 cm3
- klasa 15 - powyżej 6000 cm3

Oprócz tego w RSMP istniały dwie markowe klasy dla Polskich Fiatów 126p gr. I z silnikami o pojemności 600 cm3 i 650 cm3.
System punktacji w RSMP:
Punkty w klasach przyznawano za 6 pierwszych miejsc według systemu: 9-6-4-3-2-1.

### Grupa II klasa 9-15[1]
| Msc | Kierowca         | Samochód         | Punkty |
| --- | ---------------- | ---------------- | ------ |
| 1   | Marian Bublewicz | Opel Kadett GT/E | 18     |

### Grupa II klasa 8[1]
| Msc | Kierowca           | Samochód         | Punkty |
| --- | ------------------ | ---------------- | ------ |
| 1   | Andrzej Koper      | Renault 5 Alpine | 27     |
| 2   | Ryszard Granica    | Renault 5 Alpine | 10     |
| 3   | Mirosław Krachulec | Łada 21011       | 7      |

### Grupa II klasa 4-7[1]
| Msc | Kierowca        | Samochód              | Punkty |
| --- | --------------- | --------------------- | ------ |
| 1   | Jerzy Poznański | Polski Fiat 125p 1300 | 21     |
| 2   | Tadeusz Betlej  | Renault 5 TS          | 18     |
| 3   | Andrzej Wojnar  | Polski Fiat 125p 1300 | 15     |

### Grupa II klasa 1-3[1]
| Msc | Kierowca         | Samochód             | Punkty |
| --- | ---------------- | -------------------- | ------ |
| 1   | Janusz Szerla    | Polski Fiat 126p 650 | 27     |
| 2   | Andrzej Orłowski | Polski Fiat 126p 650 | 18     |
| 3   | Tomasz Barański  | Polski Fiat 126p 650 | 12     |

### Grupa I klasa 8[1]
| Msc | Kierowca             | Samochód              | Punkty |
| --- | -------------------- | --------------------- | ------ |
| 1   | Andrzej Witkowicz    | Volkswagen Golf GTI   | 13     |
| 2   | Stanisław Skrzynecki | Polski Fiat 125p 1500 | 13     |
| 3   | Jerzy Kobyliński     | Renault 5 Alpine      | 12     |

### Grupa I klasa Polski Fiat 126p 650[1]
| Msc | Kierowca            | Samochód             | Punkty |
| --- | ------------------- | -------------------- | ------ |
| 1   | Henryk Pinis        | Polski Fiat 126p 650 | 24     |
| 2   | Andrzej Lubiak      | Polski Fiat 126p 650 | 13     |
| 3   | Krzysztof Winkowski | Polski Fiat 126p 650 | 13     |

### Grupa I klasa Polski Fiat 126p 600[1]
| Msc | Kierowca             | Samochód             | Punkty |
| --- | -------------------- | -------------------- | ------ |
| 1   | Krzysztof Łudzeń     | Polski Fiat 126p 600 | 12     |
| 2   | Piotr Ogrodzki       | Polski Fiat 126p 600 | 7      |
| 3   | Andrzej Iwaszkiewicz | Polski Fiat 126p 600 | 4      |

### Klasyfikacja zespołowa[1]
| Msc | Zespół                   | Punkty |
| --- | ------------------------ | ------ |
| 1   | Automobilklub Krakowski  | 22     |
| 2   | Automobilklub Warszawski | 19     |
| 3   | Automobilklub Warszawski | 10     |